# Ita Maria Berger
Ita Maria Berger (* 1977) ist eine deutsche Sozialpädagogin und Übersetzerin.

## Leben
Ita Maria Berger wuchs in den Niederlanden, Berlin und Stuttgart auf. Sie absolvierte ein Studium der Sozialpädagogik, das sie 2002 als Diplom-Sozialpädagogin abschloss. Berger lebt heute mit ihrer Familie in Lohr am Main. 
Ita Maria Berger übersetzt neben ihrer Tätigkeit als Sozialpädagogin seit 1996 Kinder- und Sachbücher aus dem Niederländischen ins
Deutsche. 

## Übersetzungen
- Tamara Bos: Papa, hörst du mich?, Stuttgart 2013
- Tamara Bos: Ein Pferd für Winky, Stuttgart 2007
- Tamara Bos: Wo ist Winkys Pferd?, Stuttgart 2009
- Stan van Elderen: Der 13. Zauberer, Stuttgart 2004
- Stan van Elderen: Der Fluch des Magiers, Stuttgart 2005
- Stan van Elderen: Im Bann des Verräters, Stuttgart 2006
- Mireille Geus: Virenzo und ich, Stuttgart 2005
- Mireille Geus: Wolf, Stuttgart 2010
- Jaap ter Haar: Lea im Zoo, Stuttgart 2011
- Jaap ter Haar: Lea und das Elefantenbaby, Stuttgart 2013
- Hans Hagen: Jubelinchen angelt sich einen Freund, Stuttgart 2000
- Hans Hagen: Komm zurück, David, Stuttgart 1996
- Kolet Janssen: Joseph Haydn, Stuttgart 1997
- Joke van der Kamp: Pelle kann alles, Stuttgart 2008
- Geert de Kockere: Miriam und ihr Schaukelpferd, Stuttgart 2001
- Floris Reitsma: In Harmonie mit dem Schicksal, Stuttgart 2003
- Ellen Tijsinger: Kari, der Elefantenjunge, Stuttgart 2004
- Jaap van de Weg: Hinter dem Schleier, Stuttgart 2003
- Jaap van de Weg: Vom Sinn der Hindernisse, Stuttgart 1999

| Personendaten    | Personendaten                             |
| ---------------- | ----------------------------------------- |
| NAME             | Berger, Ita Maria                         |
| KURZBESCHREIBUNG | deutsche Sozialpädagogin und Übersetzerin |
| GEBURTSDATUM     | 1977                                      |